# Mohamed Abu Issa
Pas d'image ? Cliquez ici
Mohamed Abu Issa, né le 21 juin 1990, à Doha est un pilote qatari de rallye-raid en quad.

## Palmarès

### Résultats au Rallye Dakar
Quad
- 2014 : 4e
- 2015 : Abandon
- 2016 : Abandon

Auto
- 2017 : 10e

### Résultats au Championnat du monde
- Vice-champion du monde 2013

### Résultats en rallye
- Vainqueur du Abu Dhabi Desert Challenge en 2013
- Vainqueur du Qatar Sealine Cross Country Rally en 2014